# 로마인의 왕

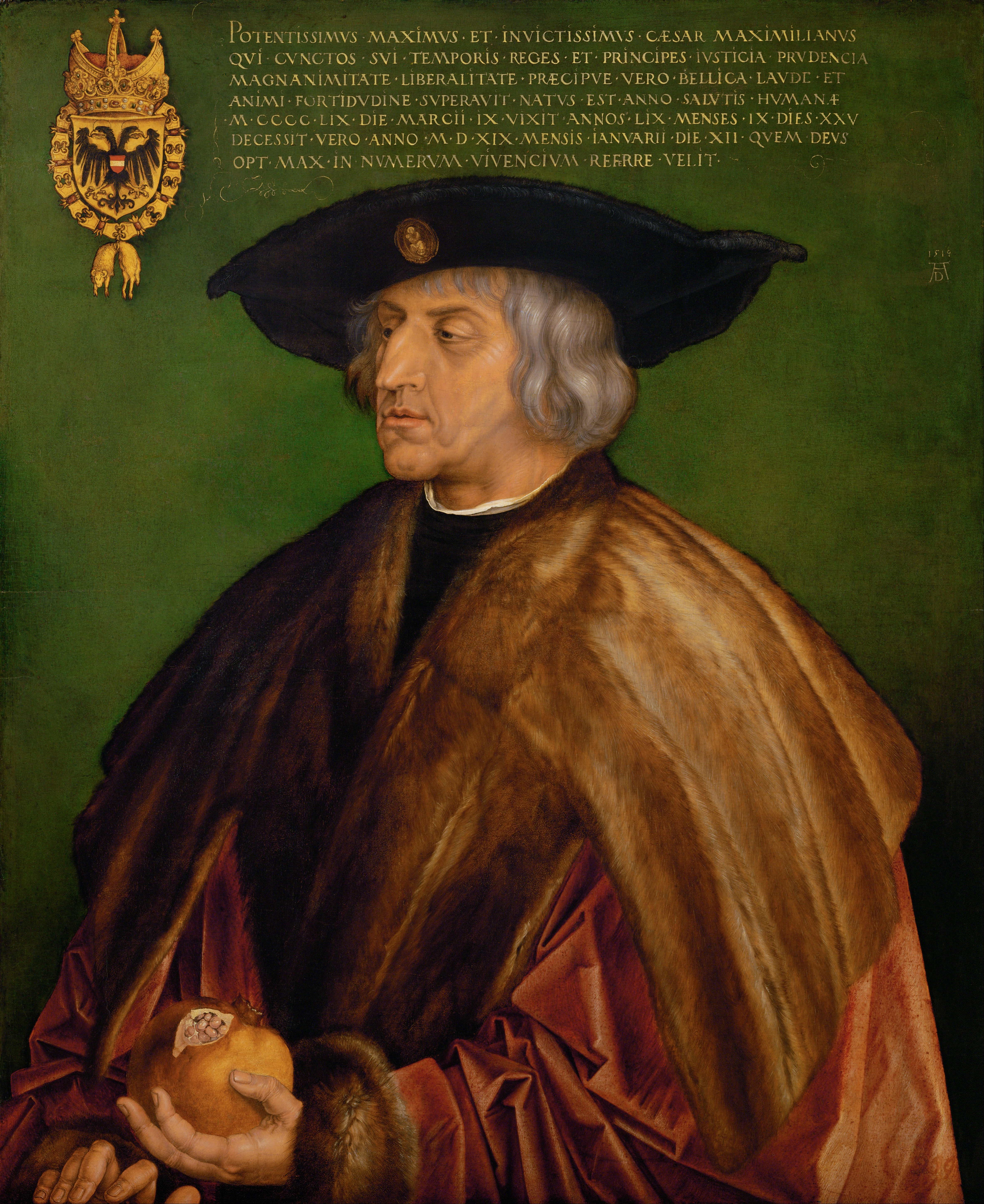

로마인의 왕(라틴어: Rex Romanorum 렉스 로마노룸[*], 독일어: Römisch-Deutscher König 뢰미시도이처 쾨니히[*])은 중세 독일의 왕위의 이름으로, 하인리히 2세 이후 동프랑크 왕국의 왕으로 선출된 인물들이 사용한 칭호이다.
원래 신성 로마 제국에서 황제로 선출되었지만 아직 정식으로 대관식을 치르지 않은 사람에게 붙여진 칭호로, 이 경우엔 사실상 황제라고 여겨도 좋다. 이 칭호는 오토 대제 때부터 존재해왔지만, 하인리히 2세 때까지는 독일왕 또는 프랑크인의 왕이라는 칭호가 더 많이 사용되고 있었다. 또한, 황제로 재위하던 중에 다음 제위 계승 예정자가 이 칭호를 받기도 했다. 교황으로부터 신성로마제국의 황제로 인정받지 않은 경우, 독일왕으로 불리게 된다.(보헤미아 왕국과 오스트리아 왕 또한 독일왕으로 간주하기도 한다.) 신성 로마 제국 말기에 들어서면서, 대략 350년간 제위를 계속 독점해온 합스부르크 가는 황제 재위 중에 자기 가문의 사람을 로마왕에 앉힘으로써 장기 세습 집권에 성공하였다.
프랑스 제국의 황제 나폴레옹 1세 역시 자신의 아들 나폴레옹 2세를 로마왕으로 임명하였다.

## 역대 로마의 왕 목록

#### 독일
대관식을 치르고 정식 황제가 되었거나 대관식 없이 로마 왕 칭호를 받은 인물을 포함했다.
- 오토 3세, 983-996 (정식황제)
- 하인리히 2세, 1002-1014 (정식황제)
- 콘라트 2세, 1024-1027 (정식황제)
- 하인리히 3세, 1039-1046 (정식황제)
- 하인리히 4세, 1056-1084 (정식황제)
- 하인리히 5세, 1105-1111 (하인리히 4세의 대립왕 1105-1106; 1111년부터 정식황제)
- 로타르 3세, 1125-1133 (정식황제)
- 콘라트 3세, 1127-1135 (로타르 3세의 대립왕), 1138-1152
- 프리드리히 1세 바르바로사 1152-1155 (정식황제)
- 하인리히 6세 1190-1191 (정식황제)
- 프리드리히 2세 1197
- 필립 1198-1208
- 오토 4세 1198-1208 (필립의 대립왕), 1208-1209 (정식황제)
- 프리드리히 2세 1212-1220 (정식황제)
- 콘라트 4세 1250-1254
- 아돌프 1292-1298
- 하인리히 7세 1308-1312 (정식황제)
- 루트비히 4세 1314-1328 (정식황제)
- 루프레히트 1400-1410

#### 보헤미아(체코)
- 카를 4세 1346-1347 (루브티히 5세의 대립왕), 1347-1355 (정식황제)
- 바츨라프 4세 1378-1400
- 지기스문트 1410-1411 (욥스트의 대립왕), 1411-1433 (정식황제)

#### 오스트리아
- 루돌프 1세 1273-1291
- 알브레히트 1세 1298-1308 (사망)
- 프리드리히 미남왕 1314-1322 (루트비히 4세의 대립왕), 1326-1330 (루트비히 4세와 공동왕)
- 알브레히트 2세 1438-1439
- 프리드리히 3세 1440-1452 (정식황제)
- 막시밀리안 1세 1493-1508 (황제 직위를 가졌다고 간주됨)
- 카를 5세 1508-1530
- 이후 합스부르크 왕가에서 세습 겸직

#### 바이에른(비텔스바흐)
- 카를 7세 1742-1745

#### 프랑스
- 나폴레옹 2세 1804 - 1815(나폴레옹 1세의 아들, 황제로서는 며칠만 통치)

## 같이 보기
- 신성 로마 제국
- 독일 왕국
- 이탈리아의 군주
- 황태자
- 대공위시대